# Heterochaerus australis
Heterochaerus australis är en plattmaskart som beskrevs av William Aitcheson Haswell 1905. Heterochaerus australis ingår i släktet Heterochaerus och familjen Convolutidae. Inga underarter finns listade i Catalogue of Life.